# Макарово (Западно-Казахстанская область)
Макарово (каз. Макарово) — село в Зеленовском районе Западно-Казахстанской области Казахстана. Административный центр Макаровского сельского округа. Находится примерно в 46 км к востоку от села Перемётное. Код КАТО — 274443100.
Село расположено на правом берегу реки Чаган в 12 км к северо-востоку от Уральска.

## Население
В 1999 году население села составляло 775 человек (389 мужчин и 386 женщин). По данным переписи 2009 года, в селе проживало 777 человек (390 мужчин и 387 женщин).